# Philippe-Auguste Guye
Philippe-Auguste Guye (* 12. Juni 1862 in St. Christophe, Kanton Waadt; † 27. März 1922 in Genf) war ein Schweizer Chemiker. Sein jüngerer Bruder war der Physiker Charles-Eugène Guye.
Guye studierte Chemie in Genf mit der Promotion 1884 bei Carl Graebe, dessen Assistent  er war. 1887 war er in Paris bei Charles Friedel und 1892 habilitierte er sich in Genf, wo er 1895 Professor wurde.
Anfangs befasste er sich mit organischer Chemie, nach seinem Aufenthalt in Paris wandte er sich der Physikalischen Chemie zu. Er entwickelte Methoden der Molekülmassenbestimmung in Flüssigkeiten und überprüfte ab 1903 die Atommassen für viele Elemente (wie Stickstoff, Chlor, Silber) neu mit genaueren Methoden, veröffentlicht ab 1914.
Ausserdem befasste er sich in Zusammenarbeit mit der Industrie mit Elektrochemie. Mit seinen Brüdern unternahm er Versuche der Stickstoffoxid-Synthese im Lichtbogen.
1903 gründete er das Journal de Chimie physique. Am 2. Dezember 1912 wurde er korrespondierendes Mitglied der Académie des sciences in Paris. 1913 wurde er als korrespondierendes Mitglied in die Russische Akademie der Wissenschaften in Sankt Petersburg aufgenommen.
1921 erhielt er die Davy-Medaille.